# Askims landskommun
Askims landskommun var en tidigare kommun i dåvarande Göteborgs och Bohus län.

## Administrativ historik
I Askims socken i Askims härad i Västergötland inrättades när 1862 års kommunalförordningar trädde i kraft denna landskommun. Den hade då cirka 13 500 invånare.
Kommunen påverkades inte av 1952 års kommunreform. Den upphörde med utgången av år 1973 genom sammanläggning med Göteborgs kommun. Efter överklaganden togs ett slutgiltigt konseljbeslut om sammanslagning den 16 mars 1973. Landskommunen hade vid sammanslagningen cirka 14 500 invånare. Tätorterna som berördes, var från norr räknat: Askim, Hovås, Brottkärr, Skintebo, Billdal och Lindås.

### Kyrklig tillhörighet
I kyrkligt hänseende tillhörde kommunen Askims församling.

## Geografi
Askims landskommun omfattade den 1 januari 1952 en areal av 36,85 km², varav 36,14 km² land.

### Tätorter i kommunen 1960
| Tätort  | Folkmängd |
| ------- | --------- |
| Askim   | 2 883     |
| Billdal | 454       |

Tätortsgraden i kommunen var den 1 november 1960 83,5 procent.

## Politik

### Mandatfördelning i valen 1938–1970
| 6 | 9 | 5 |

| 20 |

| 6 | 9 | 5 |

| 20 |

| 6 | 10 | 4 |

| 19 |

| 6 | 10 | 4 |

| 18 |

| 6 | 11 | 3 |

| 16 | 4 |

| 7 | 10 | 3 |

| 17 | 3 |

| 7 | 11 | 2 |

| 18 |

| 6 | 3 | 10 | 6 |

| 22 |

| 6 | 3 | 14 | 8 |

| 25 | 6 |